# شهر كهنة (قلعة قاضي)
شهر کهنة (بالإنجليزية: Shahr-e Kohneh, Hormozgan)‏ هي منطقة سكنية تقع في إيران في قسم قلعة قاضي الريفي. يقدر عدد سكانها بـ 661 نسمة .